# Świteź (ballada)
Co to za chłopiec piękny i młody?

Co to za obok dziewica?

Ona ku niemu wylazła z wody

„Gazmaski” kryją im lica

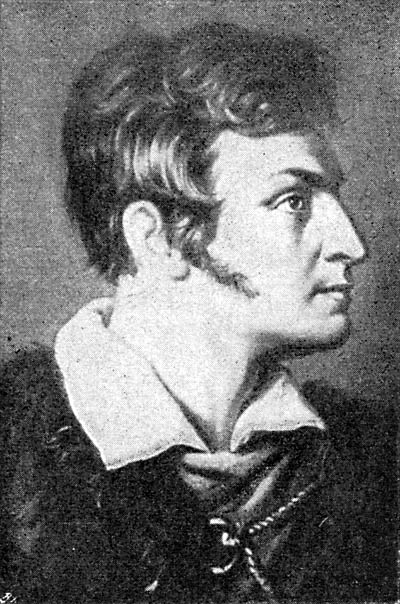
Adam Mickiewicz

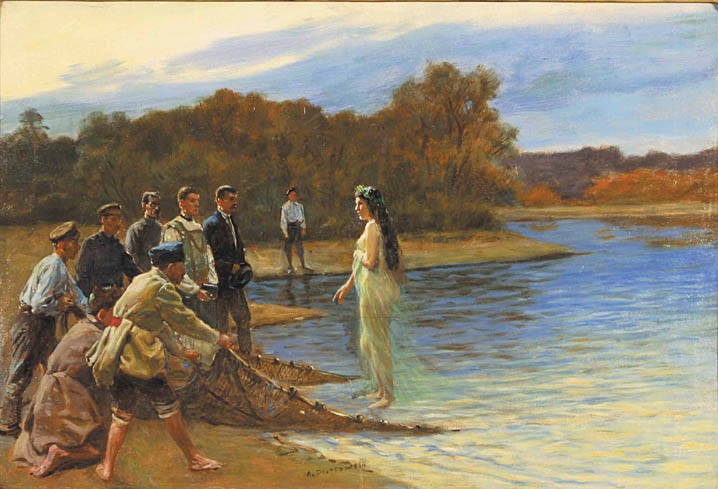
Antoni Piotrowski, Świtezianka

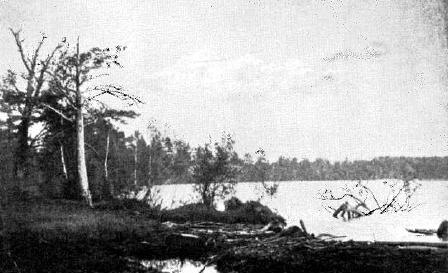
Zdjęcie jeziora Świteź

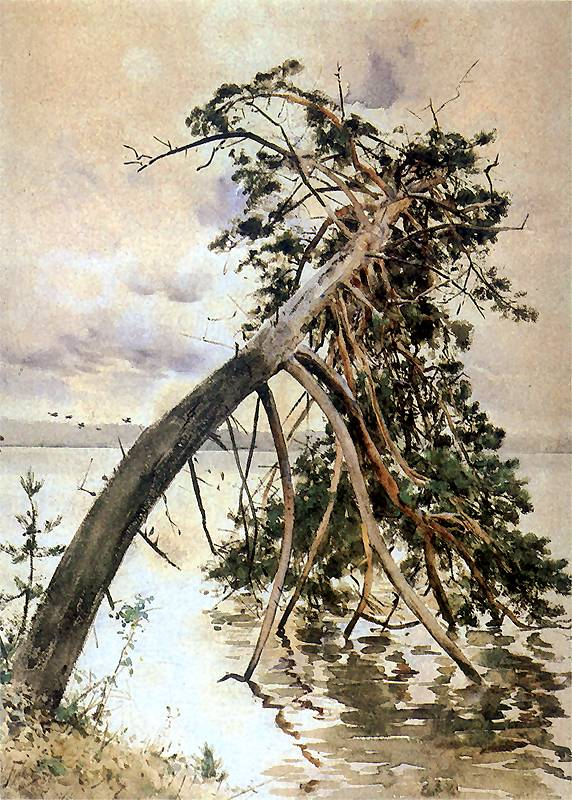
Julian Fałat, Świteź (1888)

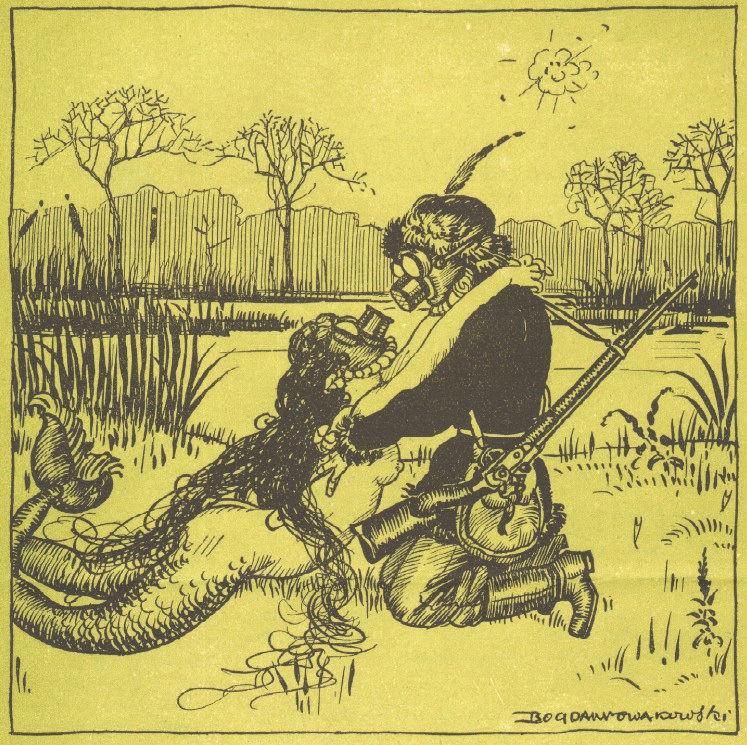
Karykatura z tygodnika satyrycznego „Oset” pt. „Wiosna 1917 nad Świtezią”, komentując realia I wojny światowej, nawiązywała do ballady Mickiewicza. Do ilustracji załączony był krótki wiersz:
Co to za chłopiec piękny i młody?
Co to za obok dziewica?
Ona ku niemu wylazła z wody
„Gazmaski” kryją im lica

Świteź – ballada Adama Mickiewicza, opublikowana w 1822 w tomiku Ballady i romanse, uważanym za pierwsze dzieło romantyzmu w literaturze polskiej. W utworze Mickiewicz wykorzystał ludowe opowieści z rodzinnych okolic.

## Budowa
Wiersz został zadedykowany Do Michała Wereszczaki. Składa się z czterdziestu ośmiu strof czterowersowych. Zwrotki budujące utwór to zmodyfikowane strofy stanisławowskie, składające się z wersów jedenastozgłoskowych i ośmiozgłoskowych, rymowane rymem krzyżowym (abab). Taka forma była typowa dla ballad preromantycznych i romantycznych w literaturze polskiej:
Jeżeli nocną przybliżysz się dobą

I zwrócisz ku wodom lice,

Gwiazdy nad tobą i gwiazdy pod tobą,

I dwa obaczysz księżyce.

## Omówienie
Utwór opowiada o tym, jak Pan na Płużynach, potomek dawnych dziedziców majątku, na którego ziemiach leżało jezioro Świteź, wiedziony ciekawością wywołaną opowieściami o niezwykłych zjawiskach dziejących się wokół tego jeziora, postanowił zbadać, co się w nim kryje. Nakazał budowę łodzi i przygotowanie sieci potrzebnych do poszukiwań. Aby całemu dziełu zapewnić przychylność Niebios, narrator wiersza zasugerował zamówienie mszy w okolicznych kościołach i sprowadzenie księdza.
Po tym, jak duchowny przeżegnał i poświęcił jezioro, zapuszczono sieci. Ku zdziwieniu zebranych z wody wyłowiono młodą i piękną dziewczynę. Ta oznajmiła, że jezioro niechętnie zdradza swoje tajemnice i każdego śmiałka, który na nie wyrusza, wciąga i topi. Zaznaczyła jednak, że tym razem stało się inaczej z dwóch względów. Po pierwsze, właściciel majątku w Płużynach, jako spadkobierca wcześniejszych mieszkańców tamtejszej rezydencji miał moralne prawo do interesowania się jeziorem, zaś po drugie, jako człowiek religijny, czemu dał wyraz, zapraszając księdza, mógł liczyć na łaskę od Boga. Świtezianka stwierdza:
Choć godna kary jest ciekawość pusta,

Lecz żeście z Bogiem poczęli,

Bóg wam przez moje opowiada usta

Dzieje tej cudnej topieli.
Dalej nimfa mówi, że dawniej na miejscu jeziora stało bogate miasto, rządzone przez książąt z rodu Tuhanów. W pobliżu znajdował się Nowogródek, czyli ówczesna stolica Litwy. W mieście tym panował wówczas Mendog i to on został zaatakowany przez władcę Rusi.
Raz niespodzianie obległ tam Mendoga

Potężnym wojskiem Car z Rusi,

Na całą Litwę wielka padła trwoga,

Że Mendog poddać się musi.
Będący w potrzebie Mendog wysłał list do księcia Tuhana, prosząc o natychmiastową pomoc. Władca grodu Świtezi zebrał swoich wojowników i uszykował ich do wymarszu na odsiecz Nowogródkowi. Wtedy jednak ogarnęły go wątpliwości. Zrozumiał, że udając się na pomoc swojemu zwierzchnikowi, pozostawi własne miasto, a w nim kobiety i dzieci, bez obrony. Wtedy jego córka (czyli wyłowiona dziewczyna) uspokoiła go, mówiąc, że miała we śnie wizję, w której anioł wziął na siebie zadanie ochrony kobiet i dzieci, gdy mężczyźni wyruszą na wojnę. Po tych słowach Tuhan udał się w drogę wraz ze swoim oddziałem. Niestety, wkrótce potem miasto zaatakowali żołnierze cara. Zrozpaczone kobiety zaczęły niszczyć dobytek i były gotowe popełnić samobójstwo, byleby nie wpaść w ręce wroga. Widząc to, dziewczyna, żeby uniknąć grzechu, za jaki uważano odebranie sobie życia, poprosiła Boga, aby ocalił mieszkanki miasta. Tak też się stało. Bóg uratował je od hańby, przemieniając je w rośliny. Kwiaty te okazały się trujące dla napastników. Rośliny te według Mickiewicza nazywane są przez późniejszą okoliczną ludność carami. Przyjmuje się, że chodzi o lobelię jeziorną (stroiczkę), roślinę typową dla rejonów Europy bliższych Atlantykowi, której stanowisko w Świtezi jest jedynym na obszarze zaboru rosyjskiego. Roślina ta jest więc botaniczną osobliwością na pograniczu litewsko-białoruskim, jest trująca, a jej kwiaty kwitną też pod wodą. Władysław Dybowski podaje natomiast, że cary to miejscowa nazwa pospolitej rośliny rosnącej nad wodami – lepiężnika różowego.
Takeśmy uszły zhańbienia i rzezi;

Widzisz to ziele dokoła,

To są małżonki i córki Świtezi,

Które Bóg przemienił w zioła.
Opowiedziawszy historię do końca, świtezianka wskoczyła z powrotem do wody i znikła w toni.

## Ekranizacja
Ballada Mickiewicza została przetransponowana na język filmu animowanego przez reżysera Kamila Polaka. Dwudziestominutowa produkcja, nad którą prace trwały przez siedem lat, weszła na ekrany kin w 2013.